# Brother Outsider: The Life of Bayard Rustin
Brother Outsider: The Life of Bayard Rustin é um documentário biográfico americano de 2003, coproduzido e codirigido por Nancy Kates e Bennett Singer. O documentário narra a vida de Bayard Rustin, o ativista afro-americano dos direitos civis, notável por seu ativismo pela igualdade racial, pelos direitos dos homossexuais, pelas questões socialistas e pela organização da Marcha sobre Washington em 1963. Aparecendo em filmagens e entrevistas estão Rustin, A. J. Muste, David McReynolds, Bob Dylan, Martin Luther King, Malcolm X, Stokely Carmichael, Lyndon B. Johnson e Robert F. Kennedy. O filme estreou em 17 de janeiro de 2003 no Festival Sundance de Cinema e dois dias depois no POV. O filme ganhou inúmeros elogios em vários festivais.

## Sinopse
O filme se baseia em entrevistas, filmagens de arquivo, fotografias e gravações do próprio Rustin da década de 1970. O filme documenta seus tempos de colégio, sua mudança para o Harlem em 1937, onde se juntou a Josh White e seus Carolinianos para se sustentar, sua prisão em 1940 por ser objetor de consciência, sua associação com o Partido Comunista e sua história como homossexual, pelo qual já foi preso sob suspeita de ser um pervertido sexual. Também destaca seu tempo como conselheiro de Martin Luther King Jr., a Marcha sobre Washington de 1963 e imagens de debates sobre direitos civis com Rustin, Malcolm X e Stokely Carmichael.

## Elenco
Aparecendo como eles mesmos
- Bayard Rustin
- Dorothy Jackson
- John Rodgers
- Louis John
- Bill Sutherland
- A. J. Muste
- George Hauser
- Davis Platt
- Adam Green
- Devi Prasad
- Rachelle Horowitz
- David McReynolds
- Robert Ascher
- Michael Thelwell
- Andrew Young
- Walter Naegle

Aparecendo em imagens de arquivo
- H. Rap Brown
- Stokely Carmichael
- Bob Dylan
- Mahalia Jackson
- Lyndon B. Johnson
- Robert F. Kennedy
- Martin Luther King
- Malcolm X
- Charles C. Owen
- A. Philip Randolph
- Strom Thurmond
- Roy Wilkins